# Endohyalina insularis
Endohyalina insularis är en lavart som först beskrevs av Johann Franz Xaver Arnold, och fick sitt nu gällande namn av Giralt, van den Boom & Elix. Endohyalina insularis ingår i släktet Endohyalina och familjen Physciaceae.   Inga underarter finns listade i Catalogue of Life.